# Suzanne Sarroca
Suzanne Sarroca (Carcasona, Francia; 21 de abril de 1927-15 de septiembre de 2023) fue una soprano francesa de destacada actuación entre 1950 y 1980.
Estudió en el conservatorio de Toulouse entre 1946 y 1948, perfeccionándose con Germaine Lubin. Debutó en 1951 como Carmen en Bruselas y se destacó como Aida, Senta, Donna Anna, Musetta, Rezia, Tosca, Elisabeth de Valois, Louise, Octavian, etc.
Cantó en Roma, Londres, Ginebra, Buenos Aires. Río de Janeiro y en teatros de su país natal como Strasbourg, Niza, Burdeos, Toulouse y París.